# Fenton John Anthony Hort
Fenton John Anthony Hort (Dublino, 23 aprile 1828 – Cambridge, 30 novembre 1892) è stato un presbitero e teologo irlandese.
Insieme a Brooke Foss Westcott, redasse il The New Testament in the Original Greek.

## Biografia
Fenton Hort nacque il 23 aprile 1828 a Dublino, pronipote di Josiah Hort, arcivescovo di Tuam nel XVIII secolo. Nel 1846 terminò dalla Rugby School ed entrò al Trinity College di Cambridge, dove fu contemporaneo di E. W. Benson, B. F. Westcott e J. B. Lightfoot. I quattro uomini divennero amici e compagni di lavoro per tutta la vita. Nel 1850 Hort si laureò, classificandosi terzo nel tripos classico. Nel 1851 prese anche i tripos in scienze morali e scienze naturali, da poco istituiti, e nel 1852 divenne fellow del suo college. Nel 1854, insieme a John E. B. Mayor e Lightfoot, fondò il Journal of Classical and Sacred Philology e si immerse con entusiasmo negli studi teologici e patristici. Era stato educato secondo i principi più rigidi del movimento evangelico, ma a Rugby, sotto l'influenza di Thomas Arnold e Archibald Campbell Tait, e grazie alla conoscenza di F. D. Maurice e Charles Kingsley, si avvicinò definitivamente al liberalismo.
Nel 1857 si sposò e accettò di vivere nel collegio di St Ippolyts, vicino a Hitchin, nell'Hertfordshire, dove rimase per quindici anni. Durante questo periodo partecipò alle discussioni sulla riforma universitaria, continuò a studiare e scrisse saggi per vari periodici. Nel 1870 fu nominato membro del comitato per la revisione della traduzione del Nuovo Testamento e nel 1871 tenne le Hulsean Lectures all'università con un intervento dal titolo The Way, the Truth, and the Life (La via, la verità e la vita), che fu preparato per la pubblicazione solo molti anni. Nel 1872 accettò una borsa di studio e una cattedra all'Emmanuel College di Cambridge. Nel 1873 divenne fellow della Society of Antiquaries di Londra. Nel 1878 fu nominato professore di teologia nella cattedra intitolata in onore di John Hulse e nel 1887 docente di teologia in quella in onore di Lady Margaret Beaufort.
Hort morì il 30 novembre 1892 a Cambridge. È sepolto nel Mill Road Cemetery di Cambridge.

## Attività
Nel 1881 pubblicò, insieme all'amico Westcott, un'edizione del Nuovo Testamento basata sul loro lavoro di critica testuale. Il comitato di revisione aveva ampiamente accettato quest'ultimo, anche prima della sua pubblicazione, come base per la traduzione del Nuovo Testamento. La sua apparizione fece scalpore tra gli studiosi e fu attaccata da più parti, ma nel complesso fu accolta come l'approssimazione più vicina al testo originale del Nuovo Testamento. L'introduzione è opera di Hort. Il suo primo principio era: "La conoscenza dei documenti deve precedere i giudizi finali sulle letture".
Oltre al Testamento greco, la sua opera più nota è The Christian Ecclesia (1897). Altre pubblicazioni sono: Judaistic Christianity (1894); Village Sermons (due serie); Cambridge and other Sermons; Prolegomena to ... Romans and Ephesians (1895); The Ante-Nicene Fathers (1895); e due Dissertations (1876); e due dissertazioni, (1876) sulla lettura di una parola greca in Giovanni i.18, e su The Constantinopolitan and other Eastern Creeds in the Fourth Century. Sono tutti modelli di erudizione esatta e di uso sapiente dei materiali. La sua Life and Letters è stata curata dal figlio, Sir Arthur Hort, in due volumi pubblicati nel 1896.

## Cambridge Apostles
Hort era un membro dei Cambridge Apostles e si ritiene che abbia scritto il giuramento di segretezza fatto dai nuovi membri, intorno al 1851.